# Heptonstall
Heptonstall – wieś w Anglii, w hrabstwie ceremonialnym West Yorkshire, w dystrykcie metropolitalnym Calderdale. Leży 33 km na zachód od miasta Leeds i 281 km na północny zachód od Londynu. Miejscowość liczy 1448 mieszkańców.